# Strzegocin (województwo mazowieckie)
Strzegocin – wieś w Polsce położona w województwie mazowieckim, w powiecie pułtuskim, w gminie Świercze. Ma status sołectwa.
Prywatna wieś szlachecka położona była w drugiej połowie XVI wieku w powiecie nowomiejskim ziemi zakroczymskiej województwa mazowieckiego. W latach 1975–1998 miejscowość położona była w województwie ciechanowskim.
Na terenie wsi znajdują się zabytki: dawny klasztor Bernardynów z 1761, kościół (obecnie parafialny) z 1740, a także pozostałości zespołu dworskiego z XIX w. (dwór, czworak i spichlerz).
Strzegocin jest siedzibą parafii rzymskokatolickiej Matki Boskiej Szkaplerznej należącej do dekanatu nasielskiego diecezji płockiej.
W Strzegocinie urodziła się Jadwiga Papi, pisarka dla młodzieży, właścicielka pensji dla panien w Warszawie.